# 숨바와

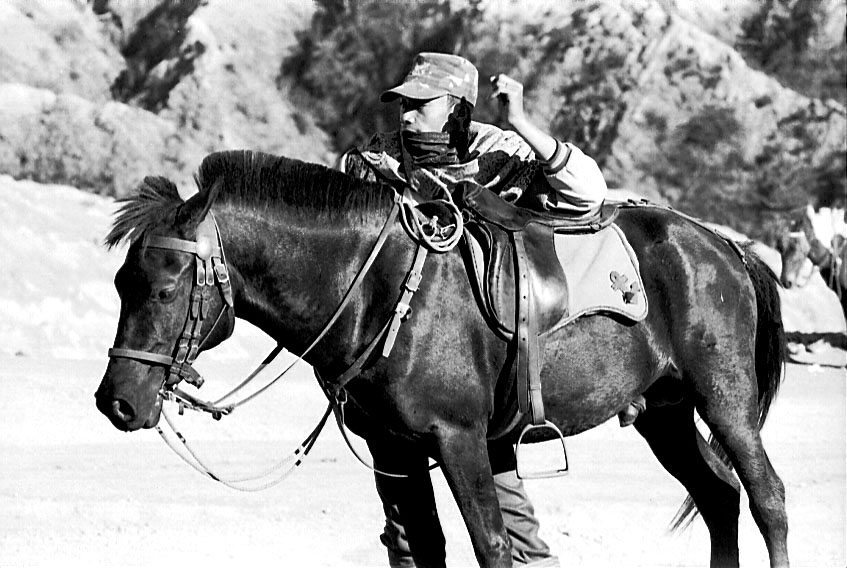
숨바와

숨바와(Sumbawa Pony)는 인도네시아의 말로서 인도네시아의 재래말에 아랍종을 교배해 생긴 말이다. 어깨높이 1.3m 정도의 작은 말이지만 기품이 있고 지구력이 뛰어나다.